# بویوک‌یونجالی
بویوک‌یونجالی (به ترکی استانبولی: Büyükyoncalı) شهری است در کشور ترکیه که در استان تکیرداغ واقع شده‌است. جمعیت این شهر بر اساس سرشماری سال ۲۰۰۸ میلادی ۹٬۸۴۷ نفر و بر اساس برآوردهای سال ۲۰۰۹ میلادی ۱۰٬۳۰۴ نفر می‌باشد.